# Karsten Nielsen (roer)
 Der er flere personer med dette navn, se Karsten Nielsen.
Karsten Nielsen (født 23. maj 1973) er en dansk roer og træner. Karsten Nielsen blev verdensmester i singlesculler i 1996, 1997 og 1999. Han vandt bronzemedalje i singlesculler ved verdensmesterskaberne og 1994 og 1998. Karsten Nielsen er uddannet tømrer.
Karsten Nielsen var i en periode i 2000'erne ungdomslandstræner for danske roere.